# تلسا

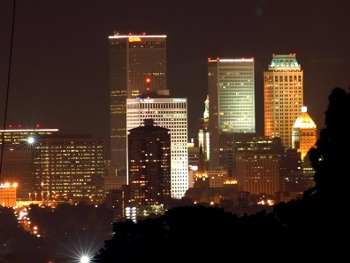
منظر عام للمدينة

تَلسا (بالإنجليزية: Tulsa)‏ هي مدينة من مدن الولايات المتحدة وتعتبر ثاني أكبر مدن ولاية أوكلاهوما يبلغ عدد سكانها 382.457 نسمة تأسست عام 1822 ولكن في بداية تأسسها كانت للهنود الحمر مع المستعمرين الأوروبين ثم عام 1869م تم طرد الهنود من المدينة وقد تراجع عدد سكانها من 10 آلاف نسمة إلى حوالي 6500 نسمة ولكن عام 1901م في إحصائية تلك السنة بلغ عدد سكانها 18 ألف نسمة.

## الموقع
تقع تلسا نصفها على سهل والنصف الآخر على جبل كانت فلي البداية على جبل ثم بني فيها أول بيت في سهلها عام 1877م وعندها كانتا بلدتين تول وسا كان مؤسس سا ياباني وسا باليابنية تعني السهل الواسع الممتد ثم عام 1900م تم توحديهما لذلك بلغ عددهم 18 ألف بعدها بعام لأن الياباني الذي بنى في السهل جلب الكثير من الناس من تكساس وخصوصا العبيد الزنوج.

## عدد السكان
كانت أول إحصائية عام 1901 حيث بلغ عدد سكان البلدة 18 ألف نسمة أما عام 1920 فقد بلغ عدد السكان 40 ألف نسمة وقد كانت البلدة بلدة الفقراء عندها عام 1952 بلغ عدد السكان حوال 100 ألف نسمة ثم بلغ عددهم عام 2005م حوالي 382.457 نسمة.

## توأمة
لتلسا اتفاقيات توأمة مع كل من:
- طبريا [16]
- أميان [16]
- كاوهسيونغ [16]
- تسيله [16]
- بيهاي
- أوتسونوميا
- زيلينوغراد
- مدينة سان لويس بوتوسي [16]

## أعلام
- جنيفر جونز
- بيتر دوهان
- يفغيني يفتوشينكو
- روي كلارك
- جورج أوبريان
- وايمان تيسدال
- مارتن غاردنر
- غارث بروكس
- بليك إدواردز
- بيل غولدبيرغ